# Cordierites acanthophora
Cordierites acanthophora är en svampart som beskrevs av Samuels & L.M. Kohn 1987. Cordierites acanthophora ingår i släktet Cordierites, ordningen disksvampar, klassen Leotiomycetes, divisionen sporsäcksvampar och riket svampar.   Inga underarter finns listade i Catalogue of Life.